# كارولين كوستا
كارولين كوستا (بالفرنسية: Caroline Costa)‏ (ولدت في 9 مايو 1996) هي من مدينة مواسا الفرنسية من أصل برتغالي فرنسي. كارولين كوستا مغنية وقد اشتهرت في برنامج مواهب لا تصدق الفرنسية.

## روابط خارجية
- كارولين كوستا على موقع IMDb (الإنجليزية)
- كارولين كوستا على موقع ميوزك برينز (الإنجليزية)
- كارولين كوستا على موقع ديسكوغز (الإنجليزية)